# Live From London
Live From London es un concierto grabado en el antiguo Estadio de Wembley, el 25 de junio de 1995, con la presencia de más de 72.000 personas. Es el primer concierto grabado de la banda Bon Jovi, es una presentación que incluye sus éxitos desde los años 1980 hasta los del disco These Days (1995).

## Lista de canciones
1. "Livin' on a Prayer"
2. "You Give Love a Bad Name"
3. "Wild in the Streets"
4. "Keep the Faith"
5. "Blood on Blood"
6. "Always"
7. "I'd Die for You"
8. "Blaze of Glory"
9. "Runaway"
10. "Dry County"
11. "Lay Your Hands on Me"
12. "I'll Sleep When I'm Dead"
13. "Bad Medicine"
14. "Bed of Roses"
15. "Hey God"
16. "These Days"
17. "Rockin' All Over the World"
18. "I Don't Like Mondays"
19. "Wanted Dead or Alive"
20. "Stranger in this Town"
21. "Someday I'll Be Saturday Night"
22. "This Ain't a Love Song"

## Certificaciones
| País                  | Certificación | Ventas por certificado |
| --------------------- | ------------- | ---------------------- |
| Argentina (CAPIF)     | Platino       | 8.000                  |
| Brasil (PMB)          | Oro           | 25.000                 |
| Estados Unidos (RIAA) | Oro           | 50.000                 |
| Reino Unido (BPI)     | 2× Platino    | 100.000                |